# Loxmaionia
Loxmaionia és un gènere monotípic d'arnes de la família Crambidae. Conté només una espècie, Loxmaionia megale, que es troba a Costa Rica.
La seva envergadura alar és de 49 mm.